# 玉名站
玉名站（日语：〔〕／ Tamana eki */?）為熊本縣玉名市中所在之九州旅客鐵道（JR九州）鹿兒島本線的鐵路車站。
有部份特急列車會停在本站。
玉名市高中職多，早、晚時間有許多學生在玉名站上下車。

## 車站構造
2面3線的地面車站。現在的站舎為第2代，原站舎築於1960年（昭和35年）10月。設置有綠窗口票務櫃臺。是九州旅客鐵道直營車站。

### 月台配置
| 月台 | 路線        | 方向 | 目的地                   | 備註           |
| ---- | ----------- | ---- | ------------------------ | -------------- |
| 1    | ■鹿兒島本線 | 下行 | 熊本、八代／肥後大津方向 |                |
| 2    | ■鹿兒島本線 | 下行 | 熊本、八代／肥後大津方向 | 折返、貨物待避 |
| 2    | ■鹿兒島本線 | 上行 | 大牟田、久留米、博多方向 | 折返、貨物待避 |
| 3    | ■鹿兒島本線 | 上行 | 大牟田、久留米、博多方向 |                |

## 車站周邊
本站位於玉名市中心之位置、四周散佈著商店與辦公大樓。而且、車站前處為産交公車玉名站前之公車站、有市内與熊本交通爭心各方面等之交通路線可利用。
- 玉名温泉
- 蓮華院誕生寺 （页面存档备份，存于）（寺內有一座世界第一的大梵鐘〈飛龍鐘〉）
- 玉名市立歴史博物館心ピア
- 九州看護福祉大學
- 熊本縣立玉名高等學校
- 熊本縣立北稜高等學校
- 玉名女子高等學校
- 専修大學玉名高等學校
- 熊本縣立玉名工業高等學校
- 玉名市立玉名町小學校
- 吉之島玉名店
- 玉名市公所
- 玉名郵局
- 桃田運動公園
- 國道208号
- 菊池川 - 玉名納涼花火大會會場

## 历史
- 1891年（明治24年）4月1日 - 九州鐵道(初代)之高瀬站開設。
- 1907年（明治40年）7月1日 - 帝國鐵道廳所管國有化之九州鐵道(初代)。
- 1956年（昭和31年）4月10日 - 玉名站站名更改。
- 1965年（昭和40年）8月29日 - 大野下～玉名站間複線化。

- 9月10日 - 荒木～熊本站間電氣化。

- 1968年（昭和43年）3月18日 - 玉名～肥後伊倉站間複線化。
- 1987年（昭和62年）4月1日 - 依據國鐵分割民營化由九州旅客鐵道繼承。

## 相鄰車站
九州旅客鐵道
鹿兒島本線
大野下－玉名－肥後伊倉

## 外部連結
- 日本鐵路車站列表

- JR九州 – 玉名車站 （页面存档备份，存于）（日語）